# Bela Vista (stație de metrou din Lisabona)
Bela Vista este o stație de pe linia roșie a metroului din Lisabona. Stația este situată sub bulevardul Av. Dr. Teixeira da Mota, la intersecția cu Av. do Santo Condestável, oferind posibilitatea de acces în parcul Parcul Bela Vista.

## Istoric
Stația fost inaugurată pe 19 mai 1998, în același timp cu Alameda, Olaias, Chelas și Oriente, în contextul construirii liniei roșii cu scopul prelungirii rețelei metroului până în zona EXPO'98. Proiectul original îi aparține arhitectului Paulo Brito da Silva, iar lucrările plastice artistului și ceramistului Querubim Lapa.
În diversele proiecte publicate de Metroul din Lisabona pentru informare publică până cel puțin în 1993, numele stației apărea drept „Chelas” (în paralel cu „Armador” pentru actuala stație Chelas), respectiv „Vale de Chelas”. Stația a primit numele actual la jumătatea anilor 1990, iar acesta este în uz începând din 1998.
În iunie 2018, în primele două zile ale festivalului Rock in Rio Lisboa, „Bela Vista”, stația care a asigurat accesul direct la amplasamentul festivalului, a înregistrat un record de peste 90.000 de validări ale cartelelor de metrou.
Precum toate noile stații ale metroului din Lisabona, Bela Vista poate deservi și persoanele cu dizabilități locomotorii, fiind echipată cu multiple lifturi și scări rulante care permit un acces facil la peroane.

## Legături

### Autobuze orășenești

#### Carris
- 793 Marvila ⇄ Gara Roma-Areeiro
- 794 Terreiro do Paço ⇄ Oriente (Interface)[9]